# Błyszczak stalowy
Błyszczak stalowy (Lamprotornis chalybaeus) – gatunek średniej wielkości ptaka z rodziny szpakowatych (Sturnidae), zamieszkujący Afrykę Subsaharyjską. Nie jest zagrożony.
SystematykaWyróżniono kilka podgatunków L. chalybaeus:
- Lamprotornis chalybaeus chalybaeus – Senegal i Gambia do centralnego Sudanu.
- Lamprotornis chalybaeus cyaniventris – Erytrea do północno-zachodniej Somalii, północnej Kenii i wschodniej Demokratycznej Republika Konga.
- Lamprotornis chalybaeus sycobius – południowo-zachodnia Uganda i południowa Kenia do zachodniego Mozambiku.
- Lamprotornis chalybaeus nordmanni	– południowa Angola i północna Namibia do południowego Mozambiku i północno-wschodniej RPA.

MorfologiaDługość ciała około 23 cm. Średniej wielkości, krępy ptak o metalicznie błyszczącym, niebieskozielonym upierzeniu. Pokrywy uszne granatowe, pomarańczowożółte tęczówki, środkowe sterówki zielone z niebieskim nalotem.
Zasięg, środowiskoAfryka Subsaharyjska od Senegalu i Gambii do Etiopii i Erytrei, na południe przez Afrykę Wschodnią po południową Angolę, północną Namibię i północno-wschodnią RPA. Pospolity na terenach niezbyt gęsto zadrzewionych, często przy osadach ludzkich. Osiadły lub wędrujący daleko poza porą lęgową.
ZachowanieW sezonie lęgowym w parach, potem w stadach do kilkuset osobników; żeruje na ziemi.
StatusW Czerwonej księdze gatunków zagrożonych Międzynarodowej Unii Ochrony Przyrody błyszczak stalowy zaliczany jest do kategorii LC (ang. Least Concern – najmniejszej troski) nieprzerwanie od 1988 roku. Globalna wielkość populacji nie została oszacowana, ale gatunek ten jest opisywany jako pospolity do bardzo licznego. Trend liczebności populacji uznawany jest za stabilny.